# 奄美市立大川小中学校
奄美市立大川中学校（あまみしりつ おおかわちゅうがっこう）は、鹿児島県奄美市名瀬にある公立小中一貫教育校である。

## 沿革
- 1896年（明治29年）1月 - 西仲勝尋常小学校創立[1]。
- 1923年（大正12年）8月 - 実業補習学校開設創立[1]。
- 1941年（昭和16年）4月 - 国民学校令により、西仲勝国民学校へ改称[1]。
- 1948年（昭和23年）4月 - 学制改革により、三方村立西仲勝小学校へ改称[1]。
- 1954年（昭和29年）7月 - 旧三方村が名瀬市に合併[1]。古見方中学校と改称[1]。
- 1960年（昭和35年）4月 - 崎原分校開設のため崎原生徒除籍[1]。
- 1962年（昭和37年）4月 - 西仲勝小学校に中学校を併設[1]。名瀬市立西仲勝小中学校と校名改称[1]。
- 1964年（昭和39年）2月 - 大川小中学校と校名改称[1]。及び、校章制定・校歌制定（作詞迫田敏雄　作曲浜里正治）[1]。
- 1967年（昭和42年）2月 - 体育館竣工（130坪）[1]。
- 1992年（平成4年）2月 - 新校舎落成記念式典・祝賀会（小・中学校全教室・特別教室等）[1]
- 2006年（平成18年）3月 - 奄美市立大川小中学校に校名改称(市町村合併により)[1]

## 学校校訓
- 「勉学、協力、根性」

## 学校周辺
- 奄美看護福祉専門学校
- 大川ダム
- 朝戸峠
- 和瀬峠
- 国道58号
- 鹿児島県道607号小湊朝戸線

## 出身者
- 貴咲美里（元宝塚歌劇団雪組）